# Tabletka powlekana
Tabletka powlekana – tabletka pokryta stosunkowo cienką warstwą substancji powlekającej.
Przykłady otoczek i uzyskanych za ich pomocą rodzajów tabletek powlekanych:
- tabletka powleczona sacharozą – drażetka
- tabletka powleczona polimerem kwasoodpornym (octanoftalan celulozy, poliester kwasu metakrylowego, bursztynian acetylocelulozy) – tabletka dojelitowa
- tabletka powleczona polimerem wolno rozpuszczającym się w wodzie (makrogol, poliwinylopirolidon) – tabletka o przedłużonym uwalnianiu.

W skład otoczki wchodzą również barwniki i woski (nadające kolor i połysk), plastyfikatory (zwiększające elastyczność), różne substancje wpływające na szybkość rozpadu tabletki, stopień przenikania do niej wody lub modulujące jej przyczepność do błon śluzowych. Tak samo i w takich samych celach powleka się kapsułki.
Pierwszymi tabletkami powlekanymi były drażetki.

## Cele powlekania
- zabezpieczenie substancji leczniczej przed czynnikami atmosferycznymi (tlen, dwutlenek węgla, światło, wilgoć) i tym samym zwiększenie jej trwałości
- zamaskowanie przykrego smaku lub zapachu składników tabletki
- ułatwienie połknięcia
- nadanie barwy i estetycznego wyglądu
- zmodyfikowanie miejsca i czasu uwalniania substancji czynnej
- zapobieganie pomyłkom w użyciu leków przez oznaczenie ich kolorem lub napisem

## Metody powlekania
- powlekanie w bębnie drażetkarskim
- powlekanie w warstwie fluidalnej (metoda Würstera)
- powlekanie elektrostatyczne proszkami
- powlekanie przy użyciu tabletkarki